# 霍勒斯·亨歇爾
霍勒斯·文森特·亨歇爾（1889年6月14日—1951年12月7日）是一位英格蘭職業足球運動員及足球領隊。

## 球員生涯
亨歇爾最初在非聯賽球隊布里奇敦業餘隊（Bridgetown Amateurs）及克魯踢球，在1910年加盟英格蘭足球聯賽球隊阿士東維拉。他在1912年轉投諾士郡。雖然一度因第一次世界大戰而中斷，他的職業球員生涯中大部分時間都待在諾士郡，並代表它上陣164次。
1922年12月，亨歇爾簽約錫周三，為球隊在聯賽上陣14次及在足總杯上陣3次 ，至翌年3月離開球會。最後，他在車士打菲特掛靴。當時他是領隊哈里·柏堅斯重用的老將之一。

## 執教生涯
亨歇爾在1924年5月至1927年6月期間擔任林肯城的領隊，帶領球會度過一段受財政緊絀影響的時期 。其後，他重返諾士郡，接替阿爾貝特·費希爾（Albert Fisher）成為球隊的領隊直至1934年5月為止，期間他帶領諾士郡奪得1931年的南部丙組聯賽冠軍。
結束了足球生涯後，亨歇爾繼續留在諾丁漢，並在諾士郡主場梅朵巷球場（Meadow Lane）附近的航海酒吧當東主。

## 註腳
1. 1 2  （英文）. This is Nottingham.   [2012-07-25]. （原始内容存档于2012-06-14）.
2. ↑  （英文）. The Sheffield Wednesday Archive.   [2012-07-26]. （原始内容存档于2016-03-03）.
3. ↑  （英文）. The Lincoln City FC Archive.   [2012-07-26]. （原始内容存档于2012-02-15）.
4. ↑  （英文）. League Managers Association.   [2012-07-26].[永久]